# Trilacuna angularis
Trilacuna angularis là một loài nhện trong họ Oonopidae.
Loài này thuộc chi Trilacuna. Trilacuna angularis được miêu tả năm 2007 bởi Tong & Li.